# Nibugar krępy
Nibugar krępy (Berytinus crassipes) – gatunek pluskwiaków z podrzędu różnoskrzydłych i rodziny smukleńcowatych.

## Taksonomia
Gatunek ten opisany został po raz pierwszy w 1835 roku przez Gottlieba A.W. Herricha-Schäffera pod nazwą Berytus crassipes. Przez część autorów umieszczany jest w podrodzaju Berytinus (Lizinus).

## Morfologia
Pluskwiak o silnie wydłużonym ciele długości od 4 do 5 mm. Podstawowe ubarwienie ma żółtobrązowe bądź żółtoszare. Głowa ma pomiędzy oczami złożonymi pozbawione owłosienia, nagie, jaśniejsze niż reszta jej powierzchni żeberka. Za oczami brak jest ciemnej, podłużnej smużki. Na czole umieszczony jest wyrostek o znacznie mniejszych rozmiarach niż u podobnego B. montivagus. Czułki mają silnie przyciemnione do czarnych: człon ostatni, wierzchołek członu przedostatniego oraz zgrubienie u szczytu członu pierwszego. Półpokrywy charakteryzują się ciemnobrązowym wierzchołkiem przykrywki oraz eliptyczną, zwężoną u szczytu zakrywką z komórką w użyłkowaniu. Półpokrywy składają się tak, że górna zakrywka całkowicie nakrywa tą położoną pod nią. Wszystkie pary odnóży mają w odsiebnych częściach ud silnie przyciemnione do czarnych zgrubienia, a ostatnie człony stóp brązowe.

## Ekologia i występowanie
Owad ten zamieszkuje stanowiska suche do przeciętnie wilgotnych. Spotykany jest m.in. na murawach kserotermicznych. Żeruje na różnych goździkowatych, w tym na rogownicach. Aktywny jest od marca do października i zimuje w stadium imago.
Gatunek palearktyczny o rozsiedleniu eurosyberyjskim. Wykazany został z Hiszpanii, Wielkiej Brytanii, Francji, Luksemburga, Belgii, Holandii, Niemiec, Danii, Szwecji, Norwegii, Austrii, Włoch, Finlandii, Polski, Białorusi, Ukrainy, Czech, Słowacji, Węgier, Słowenii, Chorwacji, Serbii, Czarnogóry, Macedonii Północnej, Rumunii, Mołdawii, Bułgarii, Grecji i Rosji, zarówno europejskiej części jak i syberyjskiej.